# Jiří Pecka (Kanute)
Jiří Pecka (* 4. Juni 1917 in Prag; † 12. Mai 1997 ebenda) war ein tschechoslowakischer Kanute.

## Erfolge
Jiří Pecka nahm im Zweier-Canadier an den Olympischen Spielen 1948 in London teil. Er ging dabei mit Václav Havel auf der Marathon-Strecke über 10.000 Meter an den Start, auf der die beiden insgesamt fünf Konkurrenten hatten. Die US-Amerikaner Steve Lysak und Steve Macknowski gewannen das Rennen in 55:55,4 Minuten mit deutlichem Vorsprung vor Pecka und Havel, die 1:43,1 Minuten nach den siegreichen Lysak und Macknowski das Ziel erreichten. Die drittplatzierten Georges Dransart und Georges Gandil aus Frankreich überquerten weitere 22,3 Sekunden später die Ziellinie.
Zwei Jahre darauf gewannen Pecka und Havel über 1000 Meter bei den Weltmeisterschaften in Kopenhagen die Bronzemedaille. Danach gingen die beiden nur noch im Kanuslalom an den Start. So gewannen sie bei den Weltmeisterschaften 1951 in Steyr die Bronzemedaille im Einzelwettbewerb des Zweier-Canadiers und wurden in der Mannschaftswertung Vizeweltmeister. 1953 belegten sie in Meran den dritten Platz in der Mannschaftskonkurrenz. In Tacen wurde Pecka 1955 mit Dana Martanová im Mixed schließlich Weltmeister.